# Ilse Uyttersprot
Ilse Uyttersprot (10 de maio de 1967 - 4 de agosto de 2020) foi uma política democrata-cristã belga que serviu como membro do CD&V da Câmara de Representantes por Flandres Oriental.
Nascida em Dendermonde, ela era filha de Raymond Uyttersprot, ex-prefeito de Moorsel. Foi vereadora de 2007 a 2010. De 2007 a 2013, foi prefeita de Aalst, na Bélgica. Posteriormente, ela tornou-se schepen (vereadora) da cidade.

## Morte
Uyttersprot foi assassinada com um martelo em agosto de 2020, aos 53 anos; o seu namorado entregou-se à polícia e admitiu o crime, após o qual seu corpo foi descoberto num apartamento em Aalst. Ela deixou dois filhos.